# Pericnemis
Pericnemis is een geslacht van libellen (Odonata) uit de familie van de waterjuffers (Coenagrionidae).

## Soorten
Pericnemis omvat 9 soorten:
- Pericnemis bonita Needham & Gyger, 1939
- Pericnemis dowi Orr & Hämäläinen, 2013
- Pericnemis flavicornis Needham & Gyger, 1939
- Pericnemis incallida Needham & Gyger, 1939
- Pericnemis kiautarum Orr & Hämäläinen, 2013
- Pericnemis lestoides (Brauer, 1868)
- Pericnemis melansoni Villanueva, Medina & Jumawan, 2013
- Pericnemis stictica Hagen in Selys, 1863
- Pericnemis triangularis Laidlaw, 1931